# 赫拉帕泰
51°27′29″N 30°41′15″E / 51.45806°N 30.68750°E
赫拉帕泰（烏克蘭語：Храпате），是烏克蘭北部切爾尼希夫州切爾尼希夫區米哈伊洛-科秋宾斯凯市镇的村落。始建於1800年，面積0.64平方公里，海拔高度114米，2001年人口41，人口密度每平方公里64.6人。